# Binselberg (Gerabronn)
Binselberg (früher auch Binzelberg und Bynselberg) ist ein Weiler im Stadtteil Michelbach an der Heide der Kleinstadt Gerabronn im Landkreis Schwäbisch Hall im fränkisch geprägten Nordosten Baden-Württembergs.

## Geographie
Der Ort liegt in der Region Hohenlohe, jeweils etwa 3,5 km südwestlich der Stadtmitte Gerabronns und südöstlich der von Langenburg. Er steht auf einer Höhe  von etwa 440 bis 460 m ü. NHN am obersten, noch flachen Abfall zum Flusstal der mittleren Jagst im Süden, die etwa einen Kilometer von ihm entfernt nach Westen fließt. Naturräumlich betrachtet liegt Binselberg im Unterraum Bartenstein-Langenburger Platten der Kocher-Jagst-Ebenen.
Etwa 400 Meter nordwestlich der Ortsgrenze entspringt auf der Hochebene ein etwa 1,5 km langer Bach, der zwischen Binselberg und dem Sporn der Burgruine Katzenstein über dem Flusstal im Westen davon in die unter Naturdenkmalschutz stehende Binselberger Klinge eintritt und kurz vor dem Langenburger Talweiler Hürden den Jagsttalgrund erreicht. Ein Büschel von kleinen Grabengerinnen am Südostrand Binselbergs und östlich davon speist eine kleinere Klinge südlich des Ortes, die aufwärts von Hürden beim Gerabronner Talweiler Großforst ausläuft und durch ihn zur Jagst entwässert. Diese Kleingewässer sind alle zumindest abschnittsweise unbeständig.
Binselberg steht am Südrand der Lettenkeuper-Kappe (Erfurt-Formation), die den größten Teil des Riedels zwischen dem Tal der Jagst im Westen und Süden, dem ihres Zufluss Brettach im Osten und dem Taleinschnitt des letzten Brettach-Zuflusses Michelbach im Nordosten bedeckt. Gleich nach der Ortsgrenze setzt darunter der Obere Muschelkalk ein, weiter abwärts an der oberen Waldgrenze des steilen Jagsttalhangs folgt der Mittlere Muschelkalk bis auf den Talgrund. Die Bachmulden und -klingen folgen teils kurzen, alle südwärts ziehenden tektonischen Störungslinien.

## Beschreibung
Die Häuser Binselbergs – es gibt weniger als drei Dutzend Hausnummern – reihen sich beidseits der beiden Verbindungsstraßen zu den größeren Nachbarorten. Der noch heute landwirtschaftlich geprägte Weiler war bis ins 20. Jahrhundert fast überall von einem Weichbild aus Obstwiesen umgeben, jenseits dessen die Äcker einsetzen. Durch Zubauten größerer landwirtschaftlicher Gebäude überwiegend am Ortsrand ist dieser Ring heute unterbrochen. Am östlichen Ortsrand liegt ein kleiner Teich, ein älterer am südlichen scheint inzwischen überbaut zu sein.

## Verkehr
Zwei niederrangige Straßen von der die benachbarten zwei Kleinstädte verbindenden Landesstraße L 1033 her verbinden den Weiler auf der Hochebene mit den nächsten Orten Langenburg im Nordwesten und Michelbach an der Heide im Nordosten, eine weitere nach Osten erschließt von Binselberg aus die ebenfalls am Jagsttaltrauf liegenden Siedlungsplätze Hubertushof, Holderhof und Brettachhöhe von Gerabronn.

## Geschichte
Historisch das erste Mal erwähnt wurde Binselbach 1357 als Bynselberg. Es gehörte, ebenso wie Liebesdorf, bis 1850 zur Gemeinde Langenburg im Oberamt Gerabronn des Jagstkreises.
1799 hatte Binselberg 53 Einwohner, verteilt auf 8 Wohnhäuser, 1839 lebten dort 49 Personen.

### LUBW
Amtliche Online-Gewässerkarte mit passendem Ausschnitt und den hier benutzten Layern: Binselbach und Umgebung

Allgemeiner Einstieg ohne Voreinstellungen und Layer: Daten- und Kartendienst der Landesanstalt für Umwelt Baden-Württemberg (LUBW) (Hinweise)
1. ↑  Höhe nach dem Höhenlinienbild auf dem Hintergrundlayer Topographische Karte.
2. ↑  Länge abgemessen auf dem Hintergrundlayer Topographische Karte.
3. ↑  Schutzgebiete nach den einschlägigen Layern, Natur teilweise nach dem Layer Biotop.
4. ↑  Veränderungen des Ortsbildes nach dem Vergleich des Hintergrundlayers Topographische Karte mit dem Meßtischblatt 6725 Gerabronn von 1938 in der Deutschen Fotothek

### Andere Belege
1. 1 2  Geographisches Statistisch-Topographisches Lexikon von Franken, 1799, 325&q=Binzelberg+Einwohner#v=onepage eingeschränkte Vorschau in der Google-Buchsuche
2. ↑  Neueste Kunde von dem Königreiche Baiern: 1813 eingeschränkte Vorschau in der Google-Buchsuche
3. ↑  Binzelberg. In: Johann Heinrich Zedler: Grosses vollständiges Universal-Lexicon Aller Wissenschafften und Künste. Supplement 3, Leipzig 1752, Sp. 1266.
4. ↑  Wolf-Dieter Sick: Geographische Landesaufnahme: Die naturräumlichen Einheiten auf Blatt 162 Rothenburg o. d. Tauber. Bundesanstalt für Landeskunde, Bad Godesberg 1962. → Online-Karte (PDF; 4,7 MB)
5. ↑  Geologie nach den Layern zu Geologische Karte 1:50.000 auf: Mapserver des Landesamtes für Geologie, Rohstoffe und Bergbau (LGRB) (Hinweise)
6. ↑  Königlich-Württembergisches Hof- und Staats-Handbuch: 1839 eingeschränkte Vorschau in der Google-Buchsuche